# Itaporã do Tocantins
Itaporã do Tocantins é um município brasileiro do estado do Tocantins.

## História
Itaporã quer dizer pedra (Ita) bonita (Porã) em Tupi-guarani. essa cidade surgiu depois da metade do século passado, com a migração de garimpeiros que vinham principalmente do estado do Maranhão e Piuaí. teve início com a exploração de cristais que se encontrava em abundância na região. Logo a região tornou-se um grande centro da Pecuária da região central do estado, a cidade se destaca por sua organização, desenvolvimento e a hospitalidade da população, sendo berço de nomes importantes da política tocantinense, embora seja um pequeno município de 2.439 habitantes, sendo que apenas 1.562 são habitantes da zona urbana.

## Geografia
Localiza-se a uma latitude 08º34'17" sul e a uma longitude 48º41'21" oeste, estando a uma altitude de 350 metros. possui várias serras e acredita-se que haja abundante minério na região. Sua população estimada em 2010 foi de 2.439 habitantes.
prefeito:José Rezende Silva (SD), 51 anos, eleito em 2016. 